# Tatzelwurm
Ten artykuł dotyczy stworzenia, którego istnienia nie potwierdza współczesna zoologia.
Tatzelwurm (niem. „robak z pazurami”) – zwierzę legendarne, element folkloru alpejskich górali. Obiekt zainteresowania kryptozoologii. Uznawane przez niektórych za istniejące i będące płazem lub gadem, spotykanym w Alpach.
Alternatywne nazwy to: Springwurm („skaczący robak”), Stollenwurm („robak z grubymi łapkami”), Dazzelwurm lub Praatzelwurm (od lokalnych toponimów) oraz żartobliwe Bergstutzen („górski niedopałek cygara”), Basilisco (bazyliszek) we Włoszech, a we Francji także Arassas. Opisywany jest jako duży, ponad metrowej długości „robak”, wąż lub jaszczurka różnej, najczęściej ciemnej barwy, pojawiający się bardzo rzadko na powierzchni ziemi, a spędzający większą część czasu w jaskiniach i rozpadlinach skalnych. Relacje różnią się w kwestii kończyn – różne podania sugerują, że ma ich dwie pary, jedną parę lub jest zupełnie beznogi. Niektórzy obserwatorzy przypisywali mu dużą agresywność, jadowitość i napadanie na zwierzęta hodowlane.
Możliwe wyjaśnienia tego rzekomego fenomenu proponowane przez kryptozoologów to m.in. twierdzenie, że Tatzelwurm jest jakimś gatunkiem płaza ogoniastego, podobnym do salamander olbrzymich lub że jest to jadowita jaszczurka spokrewniona z amerykańskim rodzajem heloderma – wyjaśnienie to proponowane było m.in. przez Bernarda Heuvelmansa. Inna teoria mówi natomiast o dużych okazach beznogiej jaszczurki żółtopuzika bałkańskiego (Alpy leżą poza uznawanym przez zoologię zasięgiem jego występowania) lub o inny nieznany nauce gatunek z rodziny padalcowatych. Tymczasem zwolennicy wyjaśnienia mówiącego o niepoprawnej identyfikacji znanych gatunków zwierząt, wspominają o obserwacjach wydr, łasic czy nawet świstaków. Część badaczy tej sprawy odwołuje się także do ludzkiej psychiki, mogącej generować wizje lub halucynacje dziwacznych stworzeń takich jak Tatzelwurm.
Większość doniesień o Tatzelwurm pochodzi z XIX wieku i pierwszej połowy XX wieku. Jedyne zdjęcie pochodzące z 1934 r. uznawane jest za falsyfikat także przez większość kryptozoologów. Najprawdopodobniej więc Tatzelwurm jest jedynie legendą i wytworem fantazji górali alpejskich.

## Wygląd

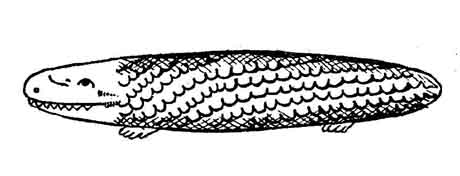
Rycina z 1835, przedstawiająca Tatzelwurm, umieszczona w książce myśliwskiej pt. Neues Taschenbuch für Natur-, Forst und Jagdfreunde auf das Jahr 1836

Przez wieki Tatzelwurm traktowany był przez wielu autorów jako zwierzę realne, widywane jednak niezwykle rzadko, wiodące bowiem skryty tryb życia. Jego opisy pojawiały się w książkach dla myśliwych i przyrodników, takich jak np. Neues Taschenbuch für Natur- Forst- und Jagdfreunde auf das Jahr 1836. W publikacji tej znajduje się nawet wyobrażenie tego stworzenia, przypominające według autorów książki grube tępo zakończone cygaro pokryte łuskami, mające wydłużony pysk, duże zęby i szczątkowe łapy. Podobne wyobrażenie alpejskiej jaszczurki, tym razem nazwanej Stollenwurm pojawiło się także m.in. w szwajcarskim kalendarzu Alpenrosen z 1841.

Jeden ze znanych opisów zwierzęcia pochodzi z 1861. Został on zamieszczony przez Friedricha von Tschudi w jego książce Das Tierleben der Alpenwelt (Świat zwierzęcy Alp): 

Na Pogórzu Berneńskim i w Jurze panuje szeroko rozpowszechnione przekonanie, że żyje tam rodzaj robaka jaskiniowego, o krępym ciele długości 0,9 do 1,8 m i dwóch krótkich nogach; ukazuje się przed burzą po dłuższym okresie suszy. (...) wielu uczciwych i poważnych ludzi przysięga, iż widzieli go na własne oczy.

Badania przeprowadzone w latach 30. XX wieku przez dr. Gerharda Venzmera i inż. Hansa Fluchera na temat legendarnego stworzenia dotyczyło relacji 60 osób, które twierdziły, że widziały zwierzę. Zgodnie z ich opisami mierzył on 60–90 cm długości (pojawiają się także inne dane, mówiące o osiąganiu przez Tatzelwurm długości 50–150 cm) i miał tępo zakończony tułów w kształcie walca. Dalsze opisy zwracały uwagę na brunatną barwę ciała, ciemną na grzbiecie, jaśniejszą na brzuchu. Według respondentów Tatzelwurm miał dość szeroką głowę (ciało rzekomego zwierzęcia nie zwęża się w jej kierunku) i spore, okrągłe oczy (ze względu na nie pysk zwierzęcia jest czasem opisywany jako podobny do kociego). Rozbieżności pojawiły się przy opisie niewielkich, szczątkowych nóg – w niektórych przypadkach mowa była o czterech, w innych tylko o dwóch (niektórzy twierdzili, że tylnej pary w ogóle brak). Według kilku respondentów Tatzelwurm syczy jak wąż, a ciało ma gładkie lub pokryte łuskami.
Stworzenie ma być szczególnie aktywne podczas burzowej pogody. Zgodnie z opisami, może wydawać syki, gwizdy lub parsknięcia. Zimą prawdopodobnie hibernuje, latem – wyleguje się na słońcu. Czasem ma spać na słomie w zabudowaniach gospodarskich. Napotkane przez ludzi, zazwyczaj ucieka. Zdarzają się jednak relacje, w których Tatzelwurm próbuje ugryźć obserwatora.
W legendach i opowieściach o Tatzelwurm pojawiają się również mniej wiarygodne elementy. Zwierzę to ma skakać na niezwykłe dla swych rozmiarów odległości (2-3 metry). Ponadto ma wykazywać niezwykłą agresywność, napadając i raniąc bydło. W wielu relacjach pojawiają się ostrzeżenia przed jadowitością stworzenia, którego oddech ma być śmiertelny nawet dla człowieka.

## Relacje z rzekomych spotkań
W literaturze poświęconej nieznanym gatunkom zwierząt, jak również legendom i folklorowi Alp, znaleźć można wiele relacji z rzekomych spotkań z Tatzelwurm. Ich wiarygodność jest jednak stosunkowo niska, ponieważ są to w większości anonimowe doniesienia z dość zamierzchłych czasów (głównie z XIX i początków XX wieku, co sprawia, że wielu zwolenników istnienia zwierzęcia uznaje, że nie występuje już ono w dzisiejszych czasach). Dodatkowo, częstymi rzekomymi obserwatorami były dzieci, których opowieści kryptozoolodzy nie biorą na poważnie. Jak dotychczas nie udało się uzyskać obserwacji spełniających wszelkich naukowych warunków wiarygodności.

### Pierwsze doniesienia

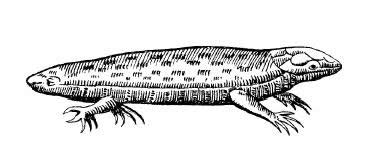
Rysunek przedstawiający dziwną szwajcarską jaszczurkę z Historia serpentum et draconum (Historia węży i smoków) Ulissesa Aldrovandiego z 1640

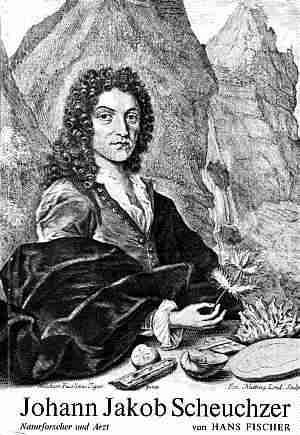
Szwajcarski zoolog Johann Jakob Scheuchzer (1672-1733) jako jeden z pierwszych opisywał "alpejskie smoki"

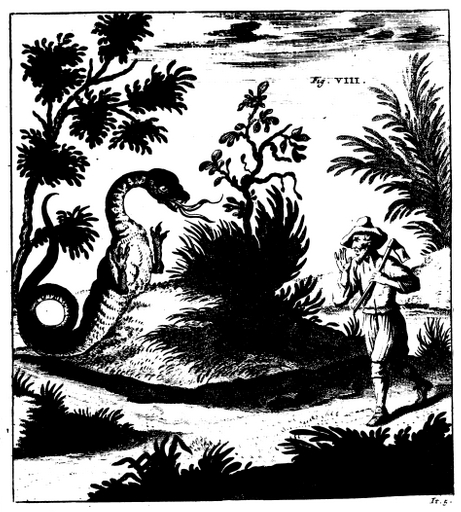
Ilustracja przedstawiająca smoka z Alp, zamieszczona w dziele Scheuchzera Itinera per Helvetiae Alpinas regiones facta annis 1702-10

„Smoki” o głowach podobnych do kocich były rzekomo widywane w Alpach już w późnych latach wieku XV. Jedne z pierwszych relacji pochodzą z 1673. Opisany został wówczas „smok”, żyjący niedaleko włoskiego jeziora Nambino, około dwóch kilometrów na zachód od Santa Madonna di Campiglio. Stworzenie miało polować na owce, kozy, a czasem nawet atakować ludzi. Zgodnie z jedną z opowieści, myśliwy polujący na niedźwiedzie miał zastrzelić zwierzę, ale wkrótce potem oszalał. Około 1850 zwłoki, jak również jako „smoka” miały być wystawiane na publiczny widok w pobliskim kościele, jednak podczas jednej z renowacji zostały one wyrzucone. Inna wersja tej opowieści mówi o tym, że miejscowi wieśniacy zauważyli, że ich krowy schodzą z pastwisk już wydojone. Później mieli odkryć, że to Tatzelwurm podkrada się i spija mleko wprost z wymion. Zwierzę zostało zabite, a jego ciało wystawione w niedalekim kościele. Wiele relacji ze spotkań z alpejskimi „smokami” zostało zebranych i opisanych przez wczesnego szwajcarskiego zoologa, Johanna Jakoba Scheuchzera. W 1723 badacz ten napisał pracę pt. Itinera per Helvetiae Alpinas regiones facta annis 1702-10, będącą czymś w rodzaju katalogu fauny alpejskiej. W owej książce sporo miejsca poświęcił alpejskim „smokom”. Najwcześniejsza wzmianka zdobyta przez Scheuchzera pochodziła od Andreasa Rodunera z Altsax, który podróżując wraz z kompanami niedaleko góry Wagsenberger, miał dostrzec smoka, który natychmiast „stanął dęba” na zadnich nogach. Rzekomy świadek twierdził później, że zwierzę, kiedy stało na dwóch nogach, było wysokości człowieka. Rzekomy stwór pokryty był łuskami, miał cztery nogi, długi ogon i głowę kota. Jego podbrzusze wydawało się być podzielone na segmenty, a gęsta grzywa pokrywała grzbiet zwierzęcia. Inna relacja pochodziła od Jeana Tinnera, rolnika, który zastrzelił węża długości siedmiu stóp o kociej głowie. Rzekome stworzenie było koloru szarego i czarnego.

Kryptozoolog Loren Coleman przedstawił historię, która miała wydarzyć się w 1779, kiedy to pewien wieśniak został zaatakowany przez dwa Tatzelwurm podczas zbierania jagód w Möserer Leitstube. Było to dla niego tak przerażające przeżycie, że zmarł wkrótce potem na przełęczy Thalbruck na atak serca. Przed śmiercią jednak zdążył jeszcze opowiedzieć rodzinie, co widział. Coleman opisał tablicę wotywną znajdującą się na drodze do Schwarzbach niedaleko Unken, jak również jej trzy reprodukcje, na których znajduje się rysunek przedstawiający człowieka leżącego na brzuchu, zakrywającego dłonią nos. Chroni się najwidoczniej przed ognistym oddechem dwóch Tatzelwurm siedzących na kamieniu. Podpis pod obrazkiem głosi: 

W nagłym przerażeniu zmarł tutaj, ścigany przez skaczące robaki, Hans Fuchs z Unken, 1779.

O zwierzęciu zwanym Bergstutzen wspomniał Lorenz Hübner w jednej ze swoich książek z 1796, opisując je jako przedmiot wielu mrożących krew w żyłach opowieści tworzonych przez mieszkańców Alp. Autor opisuje stworzenie jako bardzo trujące, mające 4 łapy i postać skrzyżowania jaszczurki i węża.

### XIX wiek
Austriacki botanik Josef August Schultes w jednej ze swoich książek, wydanych w 1809, opisującej jego podróże po Górnej Austrii opisuje małe aligatory widywane podobno w okolicach Gmündener See (dzisiejsze Traunsee). W 1814 prof. Studer pisał m.in. o niemal ogólnym przekonaniu panującym w kantonie berneńskim, że zamieszkuje go rodzaj węża, którego pojawienie się jest zapowiedzą zmiany pogody. Zgodnie z opisami rzekomych świadków, stworzenie ma być podobne do krótkiego i cienkiego węża z jedną, dwiema lub nawet trzema parami nóg.
W maju 1811 w szwajcarskiej dolinie Haslital, pewien nauczyciel miał zobaczyć, podczas oporządzania owiec Tatzelwurm znajdującego się wewnątrz stodoły. Obrzydliwe zwierzę miało siedzieć pod żłobem, długie na 1,80 m, wysokie na 30 cm, posiadające dwie łapy i patrzeć na przerażonego człowieka. Tatzelwurm według dalszego opisu miał oczy duże tak jak u kury, rozdwojony język, głowę jak u węża (ale szerszą), a także krótkie, cienkie włosie na grzbiecie. Przestraszony nauczyciel uciekł po kilkunastu minutach przyglądania się rzekomemu zwierzęciu.

O niezwykłym gatunku węży pisał w 1816 austriacki nauczyciel Franz Michael Vierthaler, stwierdzając, że na terenach pomiędzy austriackimi rzekami Lammer i Salzach żyje 

rodzaj żmii, nazywany Bergstutzen przez mieszkańców Alp, którzy bardzo się go boją. Najpewniej ma on długość 2 i 1/3 stopy i grubość ramienia silnego mężczyzny.

 Rok później Johann Rudolf Wyss, profesor filozofii z Berna zajmujący się szwajcarskim folklorem, pisał: 

wysoko położone tereny są ciągle pełne legend i relacji o wężopodobnym potworze, nazywanym regionalnym określeniem "Stollenwurm", widzianym tutaj niemal co roku, jak można wywnioskować z zeznań wielu miejscowych wieśniaków. Opisywany jest jako rodzaj węża, mającego krótkie bardzo małe łapy; a ponieważ węże jako ogół są nazywane Würmer, a krótkie cienkie łapy Stollen, w taki sposób powstała nazwa stworzenia. Niemal zawsze opisywana jest okrągła kocia głowa zwierzęcia oraz dwie, cztery lub nawet więcej łap jak u gąsienicy. Czasem portretowane jest jako owłosione, a zwykle jako cienkie i krótkie.

 W 1819 Wyss pisał także, że wiarygodności poszczególnym opowieściom dodaje fakt, że o podobnych szczegółach budowy domniemanego zwierzęcia mówią osoby nie znające się. Wspomniał także o tym, że szwajcarskie towarzystwo Naturforschende Gesellschaft z Berna wyznaczyło nagrodę za dostarczenie stworzenia żywego lub martwego. Nikt nie odpowiedział na tę ofertę.
Z 1826 pochodzi kolejna relacja o zaatakowaniu przez Tatzelwurm człowieka. Chłopiec wysyłany często po masło miał zostać zabity przez stworzenie niedaleko Kitzbühel. Na jego ciele miało widnieć wiele śladów ukąszeń, jednocześnie kilka osób podobno widziało w okolicy dużą jaszczurkę. Nazwano ją Höckwurm, urządzono polowanie na stwora, które miało zakończyć się sukcesem. Do ok. 1870 na miejscu śmierci chłopca miała znajdować się tablica wotywna z wizerunkiem stworzenia. W 1833 inny młody człowiek miał napotkać Tatzelwurm wspinając się na stok niedaleko austriackiego Gosau. Zgodnie z jego opisem, zwierzę miało kolor srebrnoszary, było grubości ramienia mężczyzny, długie na dwie stopy, przypominało węża i miało cztery niewielkie łapy. Mężczyzna zaatakował je czekanem, ale zwierzę odskoczyło i ugryzło go w rękę. Po powrocie do domu lekarz orzekł, że rana jest zatruta, polecając jednocześnie amputację ręki. Mężczyzna go jednak nie posłuchał i wykurował się po kilku miesiącach.

W 1828 Tatzelwurm został ponoć schwytany. Von Tschudi opisuje to zdarzenie w sposób następujący: 

W 1828 r. chłop z kantonu Solothurn znalazł go na wyschniętym bagnie i odłożył z zamiarem przekazania prof. Hugi. Lecz zanim się spostrzegł, wrony zjadły zwierzę do połowy. Chłop zaniósł szkielet do miasta Solury, gdzie długo wahano się, jak go zaklasyfikować, a wreszcie odesłano do Heidelbergu. Odtąd wszelki ślad po nim zaginął.

 Z 1845 pochodzi natomiast opowieść o dwóch 12-letnich chłopcach, którzy natknęli się na Tatzelwurm na stokach niemieckiej góry Watzmann, obserwując świstaki. Zwierzę miało mieć czerwonawy kolor i spłaszczoną głowę. Nie zauważono łap stworzenia. Chłopcy mieli cisnąć w jego kierunku kilka kamieni, co rozzłościło stworzenie, które wyprostowało się jak strzała i zaczęło ich gonić, plując i sadząc 3,5-metrowe susy. Udało im się uciec, a gdy opowiedzieli tę historię myśliwym, ci przestrzegli ich aby nigdy ponownie nie próbowali zranić Bergstutzen.
Z połowy XVIII wieku pochodzą także opowieści o dziwnym zwierzęciu, nazywanym Murbl, zamieszkującym Wurmbach, mały strumień płynący niedaleko Innsbrucka. Czerwonawe rzekome stworzenie miano widzieć w 1827, 1853 i 1857. Natomiast w 1881 niedaleko Bad Mitterndorf w Austrii, dwóch mężczyzn miało spotkać zwierzę podczas wspinaczki. Opisywali je jako szare stworzenie, które leżało zwinięte na kamieniu. Po chwili rozwinęło się i poczołgało powoli do pobliskiej jaskini. Zgodnie z opisem przedstawionym przez rzekomych świadków mierzyło ono 60 cm długości, miało skórę pokrytą łuskami, silną parę przednich łap długości ok. 2,5 cm, a także – co zmniejsza wiarygodność relacji – od dwóch do trzech par łap tylnych. Zauważalne były też duże oczy. Inny ciekawy przypadek rzekomo miał miejsce 4 lipca 1883 na zboczu austriackiej góry Spielberg, gdzie długie na 30 cm zwierzę przypominające jaszczurkę było podobno obserwowane przez Kaspara Arnolda przez ok. 20 minut z okien jednej z tamtejszych restauracji. Zgodnie z jego relacją, stworzenie było zielono-brązowego koloru, nie miało tylnych nóg, a jego ciało było zupełnie gładkie lub pokryte bardzo drobną łuską. Rzekomy świadek był pewien, że nie pomylił Tatzelwurm z jakimkolwiek innym znanym nauce alpejskim zwierzęciem.
Inne spotkanie miało mieć miejsce rok później, w sierpniu 1884 w austriackim Gollingraben – pewnego dnia spędzający wakacje w górach 13-letni chłopiec, szukając szarotek, wspiął się na ogrodzenie i rzekomo zobaczył w odległości zaledwie 2 metrów, dziwne zwierzę. Zgodnie z przedstawionym później przez niego opisem, miało ono 50–60 cm długości, było grubości męskiego ramienia i miało dwie przednie nogi podobne do psich (nie zauważył tylnych odnóży, choć stwierdził, że mogły one być po prostu podkurczone). Skóra rzekomego Tatzelwurm była gładka, koloru brązowo-czerwonawo-szarego. Stworzenie miało również zachowywać się bardzo niespokojnie i agresywnie. Z tego powodu chłopiec uciekł najszybciej jak potrafił, zostawiając kurtkę i buty. Nieco inna historia przytaczana przez Lorena Colemana miała rzekomo miejsce w 1893 w austriackim Stodertal. 17-letnia dziewczyna spacerowała ze swym psem, kiedy nagle zaatakował on nieznane zwierzę, które broniło się machając ogonem i plując wokół. Dziewczyna bała się o swego psa, więc zabiła stworzenie, rzucając w nie ciężkim kamieniem. Tatzelwurm miał 30–35 cm długości, a jego ciało było grube na 4–5 cm. Miał trójkątną głowę oraz ciemne oczy. Przypominał jaszczurkę o dużych nozdrzach i skórą podobną do krokodylej, koloru suchej ziemi, z rzadkim włosiem na grzebiecie. Dziewczyna miała zostawić ciało zwierzęcia tam, gdzie je zabiła i odeszła.
Z 1894 i 1895 (odpowiednio z Randstadt niedaleko Salzburga i z Donnersbachwald) pochodzą opowieści, mające raczej kształt lokalnych legend, w których to myśliwi obserwowali walkę łasicy z Heckwurm. Drapieżnemu ssakowi udawało się rzekomo pokonać stwora dzięki położeniu na jego grzbiecie wygrzebanego z ziemi korzenia lub liścia. Miało to spowodować rozpadnięcie się ciała stworzenia na kawałki. Z 1901 pochodzi bardziej wiarygodne doniesienie, o rolniku, który poszukując zaginionej owcy miał ponoć natknąć się na Bergstutz wylegujące się na słońcu. Stworzenie miało mieć ok. 1 m długości, głowę podobną do kociej, ale o szerszym pysku, a także duże łuski na całym ciele. Nie miało ono sierści, a ciało zwierzęcia było rzekomo koloru zbliżonego do tego charakterystycznego dla ropuchy lub jaszczurek. Stwór miał również wydawać gwizd podobny do dźwięków wydawanych przez świstaki.

### XX wiek
Inna relacja, przytoczona przez A. von Drasenowitscha, pochodzi z 1908. Pewien myśliwy miał wówczas spotkać Tatzelwurm niedaleko Murau w Styrii, na wysokości ok. 1500 m n.p.m. Zgodnie z jego opisem stworzenie miało długość ok. pół metra, a jego wydłużone ciało liczyło sobie ok. 8 cm grubości i wyposażone było w cztery małe łapki. Gdy myśliwy, trzymając nóż w pogotowiu, podszedł bliżej do zwierzęcia, Tatzelwurm skoczył mu na twarz. Dopiero kilka ciosów miało zmusić stworzenie do ucieczki. Rzekomemu świadkowi udało się je najwyraźniej zranić. Również w 1908, niedaleko austriackiego Kufstein, Hermann Frauenfelder wraz ze swym ojcem, profesorem nauk przyrodniczych mieli natknąć się na Tatzelwurm. Według ich opowieści, mieli oni zauważyć dziurę w zboczu, z której wystawał gadzi ogon, długi na 60–70 cm. Obaj mężczyźni mieli rzekomo chwycić za niego i próbować wyciągnąć stworzenie z nory, ale okazało się, że to zwierzę wciągało ich do dziury. Po ok. 10 minutach zmagań mieli zrezygnować z dalszych prób schwytania gada. Zdaniem rzekomych świadków zwierzę musiało mieć 160–180 cm długości. Nie pełzało jak wąż, ale raczej odpychało się przy pomocy łap (które jednak nie były widoczne).
W maju 1914 niedaleko Postojnej (dzisiejsza Słowenia), pewien żołnierz miał zauważyć szczególne zwierzę, przypominające mu krokodyla, ukrywające się za kamieniem. Gdy dostrzegło człowieka, wzniosło się na tylnych nogach i wyszczerzyło zęby. Według relacji rzekomego świadka miało 25–35 cm długości i 8 cm szerokości. Głowa stworzenia miała być okrągła z czerwonawymi oczami. Zwierzę miało mocne nogi, z długimi pazurami, a jego ciało było szaro-zielone, pokryte łuskami i wydzielające specyficzny smród. Żołnierz miał zarzucić na stwora swą wojskową kurtkę, zacisnąć i związać rękawy. W tym momencie rzekomy stwór wydał przerażający dźwięk i natychmiast w pobliżu pojawiło się większe zwierzę tego samego rodzaju. Żołnierz miał zacząć rzucać w nie kamieniami, w wyniki czego stworzenie uciekło. Gdy po powrocie do obozu pokazał swemu dowódcy zwierzę, powiedział on: "O bracie, szczęście nagradza głupców, to Tatzelwurm, najbardziej niebezpieczny i jadowity z powodu powierzchni swej skóry." Przez pewien czas przetrzymywane ono było w skrzyni, gdzie karmione było ropuchami, myszami i małymi wężami. Przez miejscowych uznane zostało za "prawdziwego Tatzelwurm". Podobnie stało się, gdy rzekome zwierzę zabrano do siedziby władz administracyjnych okręgu Adelsberg. Tam miało ono został zabite i wypchane. Dalszy bieg tej historii jest niemożliwy do ustalenia, ponieważ dwa miesiące później wybuchła I wojna światowa.
Z 1914 pochodzą również dwie inne relacje z rzekomych spotkań ze zwierzęciem. W pierwszym przypadku włoski rolnik miał orać pole, gdy nagle zobaczył dziwne stworzenie, które zaatakował batem. Zwierzę jednak nie ucierpiało i uciekło, wykonując nieprawdopodobnie długi, 15-metrowy skok. Zgodnie z opisem chłopa, miało ono ciało czarnego koloru z żółtymi plamami mierzące ok. 30 cm długości, 3 cm grubości, krótki ogon, głowę podobną do żabiej oraz dwie przednie łapy poruszające się niezależnie od siebie. Drugi przypadek miał wydarzyć się w lipcu 1914 w Braien, gdzie dwójka dzieci rzekomo widziała dziwne zwierzę walczące z dwoma zielonymi wężami. Stworzenie miało 50 cm długości i dużą głowę.
Inna historia w której występuje ciało padłego zwierzęcia, wydarzyła się podobno w 1920 na lodowcu Atterkar, 5 kilometrów na południowy wschód od austriackiego Sölden. Kilku myśliwych miało wówczas znaleźć padlinę stworzenia, częściowo uwięzione w lodzie. Odcięli tylne nogi zwierzęcia, w celu użycia ich jako przynęty na lisy. Po powrocie do Sölden, opowiedzieli o swoim znalezisku, co spowodowało żywą reakcję miejscowych, którzy udali się na miejsce gdzie znajdowała się padlina. Zgodnie z opisem przez nich sporządzonym, rzekome zwierzę miało 1 metr długości i skórę "jak sztokfisz". Głowa, długości dłoni pozbawiona była uszu, a w szczęce osadzony był zestaw zębów w skład którego wchodziły siekacze i trzonowce. Tuż za głową znajdowały się płetwy lub skrzela, długie na palec i szerokie niczym dłoń. Ciało przypominało rybę. Wydzielało również rybi zapach. Zostało ono zabrane przez jednego z miejscowych i było przetrzymywane przez długi czas w jego domu. 31 lipca 1921 chata została zniszczona przez osunięcie się pobliskiego zbocza. W tym czasie rzekome ciało zagadkowej istoty zaginęło.
Dwa dalsze przypadki zagadkowych obserwacji miały mieć miejsce w 1921. Zgodnie z przypadkiem, którego opis przytacza Loren Coleman, pewien austriacki kolejarz z Maria Rain wielokrotnie donosił o spotkaniach ze zwierzęciem mającym głowę podobną do krokodylej, a także sześć odnóży. Mieszkańcy jego regionu mieli nazywać je Kuschka. Pewnego dnia stworzenie takie zostało przejechane przez pociąg. Zgodnie z opisem, był to samiec, długi na 40 cm, miał niebieską głowę i grzbiet, szary brzuch, skórę podobną do wężowej, a w pysku dużo spiczastych zębów (w górnej i dolnej szczęce po dwa większe kły). Jego oczy miały być duże i żółte, z kocimi źrenicami. W tym samym roku dwójka myśliwych miała natknąć się na Tatzelwurm niedaleko austriackiego Rauris, na wysokości 2000 m n.p.m. Jeden z nich rzekomo strzelił do zwierzęcia, które wykonało w jego kierunku skok długości 8 i wysokości 3 metrów. Stwór miał mieć szarą barwę, ciało długości 60–80 cm, cienkie jak ramię mężczyzny oraz głowę podobną do kociej, wielkości pięści. Zgodnie z opisem rzekomych obserwatorów, zwierzę miało tylko przednie łapy. Rok później 12-letnia dziewczynka i jej młodsza siostra miały spotkać w lesie we włoskiej dolinie Ulten Tatzelwurm o połowę mniejsze.
W 1924 znaleziono ponoć szkielet nieznanego zwierzęcia. Znalezisko miało zostać odkryte w Murtal, a składało się z potylicy i kręgów piersiowych wraz z 4-5 centymetrowymi żebrami. Całość mierzyła 1,2 metra długości. Student medycyny orzekł, że był to szkielet ryby. Nieoficjalnie twierdził jednak, że nie można być tego pewnym z powodu niewielkich żeber. W tym samym miejscu, gdzie podobno znaleziono szkielet, dwa lata później 12-letni chłopiec pasący owce miał napotkać potwora długiego przynajmniej na dwa metry. Z kolei z 1927 pochodzi opowieść trzech drwali, którzy ponoć mieli sposobność do obserwacji Tatzelwurm z odległości sześciu metrów. Każdego z nich przepytano później osobno. Opisy przez nich przedstawione zgadzały się ze sobą. Zwierzę podobno przez nich widziane miało 50–60 cm długości, grubość ciała taką jak ramię dorosłego mężczyzny, kocią głowę z delikatnymi zębami, ale bez widocznych uszu. Nie miało sierści bądź łusek, poza szczeciną na głowie. Nie było widać tylnych nóg. Stworzenie miało być bardzo agresywne i wydawać gwiżdżące lub mruczące dźwięki, podobnie jak poirytowany kot.
W 1937 ojciec Trafojer, który prowadził badania legendy Tatzelwurm odwiedził włoskiego rolnika Josefa Reiterera, który utrzymywał, że jesienią 1927 lub 1928 spotkał to zwierzę. Miał wówczas pod wieczór wracać z młyna w workiem mąki na plecach, kiedy nagle niemal nie nadepnął na "robaka" leżącego na ścieżce. Początkowo myślał, że zwierzę śpi, jednak Tatzelwurm wkrótce przybrał ostrzegawczą pozę, unosząc przednią część ciała ponad ziemię. Reiterer miał zobaczyć wówczas dużą liczbę odnóży na brzuchu zwierzęcia. Zgodnie z jego opisem, przednie były stosunkowo duże, jednak zmniejszały się w kierunku ogona – ostatnie miały być wielkości zębów piły. Każde odnóże wyposażone było w liczne palce. Rolnik twierdził, że spotkane podobno przez niego stworzenie miało 40 cm długości, cienki ogon, kwadratową głowę z ruchomą szyją długą na 8–9 cm. W pysku zauważył spiczasty język, choć nie mógł określić, czy był on rozdwojony. Ciało Tatzelwurm było ciemnoszare, brzuch odrobinę jaśniejszy. Po chwili stworzenie miało zniknąć w krzakach rosnących obok ścieżki. Trafojer odwiedził Reiterera jeszcze dwukrotnie – w 1944 i 1947. Na prośbę duchownego rolnik wykonał dwa szkice mające przedstawiać zwierzę. Na pierwszym widoczne jest 7-8 par odnóży, a na drugim – tylko 5.

Inna interesująca relacja z rzekomego spotkania z Tatzelwurm pochodzi od szwajcarskiego nauczyciela zwiedzającego w 1929 jaskinię Tempelmauer. Zgodnie z jego słowami, przytaczanymi przez Bernarda Heuvelmansa, stworzenie to należy uznać raczej za płaza niż za gada: 

Odpocząwszy nieco wśród głazów, zacząłem szukać wzrokiem wejścia do jaskini. Nagle ujrzałem zwierzę podobne do węża, rozciągnięte na wilgotnym listowiu pokrywającym ziemię. Skóra jego była prawie biała, gładka, nie pokryta łuskami. Stworzenie miało płaską głowę, z przodu ciała widoczne były dwie króciutkie nogi. Nie poruszyło się na mój widok, lecz patrzyło na mnie bez przerwy swoimi dużymi oczyma. Rozpoznaję na pierwszy rzut oka wszystkie nasze zwierzęta i uświadomiłem sobie natychmiast, że to zwierzę nie zbadane dotychczas przez naukę – Tatzelwurm. Podniecony odkryciem, a jednocześnie trochę przestraszony, usiłowałem złapać zwierzę, lecz nadaremnie. Ze zwinnością jaszczurki znikło w jakiejś dziurze, a wszystkie moje wysiłki, by je znaleźć, były bezskuteczne. Pewien jestem, że nie był to twór mojej wyobraźni, że obserwowałem zwierzę z trzeźwym zupełnie umysłem. Mój Tatzelwurm nie miał dużych łap z pazurami, tylko krótkie, jak gdyby szczątkowe nogi; mógł mieć 40–45 cm długości. Bardzo prawdopodobne, że Tatzelwurm jest rzadką odmianą salamandry, żyjącą w wilgotnych jaskiniach i wychodzącą bardzo rzadko na światło dzienne.

W 1933 austriacki kłusownik obserwował podobno Bergstutzen z odległości ok. 10 metrów. Zgodnie z jego słowami, miało 50–55 cm długości, ciemnoszarą barwę, jedynie przednie łapy i poruszało się za pomocą ogona. Tego samego roku robotnicy rozbierający mur w Spittal mieli rzekomo znaleźć w pozostałej w wyniku tej czynności dziurze dziwne zwierzę. Miało ono ponoć 60 cm długości i 5–6 cm grubości. Stworzenie posiadało podobną do kociej głowę z wielkimi oczami, stosunkowo duże przednie łapy (robotnicy nie byli w stanie stwierdzić, czy zwierzę miało również tylną parę). Rzekomi świadkowie wyrzucili Tatzelwurm za pomocą łopaty do rzeki Lieser. Zwierzę przepłynęło rzekę z dużą prędkością i robotnicy stracili je z oczu. W tym samym czasie inna osoba miała ponoć zobaczyć podobne stworzenie w tej samej okolicy, podczas przekopywania trawy. Oceniła jego wagę na 5-7 kilogramów i również wrzuciła je do wody, przy pomocy kosy.
George M. Eberhart przytacza opowieść jednego z mieszkańców Lengstin we Włoszech, który w lecie 1969 miał widzieć 90-centymetrowe zwierzę mające jedynie tylne nogi. Zgodnie z jego słowami, stworzenie próbowało wystraszyć świadka, "nadmuchując" swoją szyję. Eberhart opisuje również przypadek, kiedy to dwóch przyrodników w 1990 znalazło w Domodossola (Włochy) szkielet zwierzęcia przypominającego jaszczurkę. Nie podaje jednak bliższych szczegółów tego wydarzenia i co stało się później z rzekomym zjawiskiem.
Jedne z ostatnich doniesień pochodzą z początku lat 90. XX wieku. W październiku 1991 i wrześniu 1992 Giuseppe Costale miał obserwować dwukrotnie szarego, opancerzonego gada, poruszającego się w zygzakowaty sposób. Spotkanie miało mieć miejsce we włoskim Pizzo Cronia.

### XXI wiek
W maju 2007 austriacka prasa poinformowała o wydarzeniach, które miały rzekomo miejsce w maju tego roku w Górnej Austrii. Zgodnie z tymi relacjami, 12-letni chłopiec miał zobaczyć jaszczurkę o długości ok. 50 cm niedaleko miejscowości Ternberg. Nieco wcześniej odnalazł on szczątki węży na brzegu rzeki Aniza. Zaciekawiony tym odkryciem, zaczaił się w ukryciu i oczekiwał na pojawienie się zwierzęcia odpowiedzialnego za śmierć tych gadów. Gdy zobaczył półmetrową, brązową jaszczurkę, pobiegł po aparat fotograficzny, aby uwiecznić to odkrycie. Gdy wrócił – zwierzęcia już nie było. Jego relacja była szeroko relacjonowana w austriackich mediach. Wkrótce potem strażacy bezskutecznie przeszukiwali brzeg rzeki.
Opowieści o spotkaniach z dziwnym gadem napływały także z okolic włoskiego Tresivio położonego w regionie graniczącym ze Szwajcarią. Rzekomo obserwowane zwierzę opisywano jako zwinną, dwunożną jaszczurkę, wysoką na około metr i prawie na dwa metry długą. Pierwsza relacja została rozpowszechniona przez tamtejsze media w lecie 2009, a miała mieć miejsce kilka lat wcześniej. Studentka rolnictwa napotkała wówczas zwierzę poruszające się na tylnych nogach. Zgodnie z jej opisem, przednie odnóża gada były bardzo małe, przez co przypominał on prehistorycznego welociraptora, mierząc około metra wysokości. Całość jego ciała miała mierzyć 1,5-2 metrów długości. Podobne stworzenie było rzekomo obserwowane także w lipcu 2009 przez osoby z Treisivio i Ponte in Valtellina. Według relacji, zwierzę było wielokrotnie obserwowane wraz z nadejściem ciepłych dni. Zgodnie z opisami, gad miał być mniej masywny od iguany, o długim ogonie, przypominający nieco kangura, pokryty łuskami.
Jesienią 2009 kilka relacji napłynęło także z włoskiego regionu Wenecja Euganejska. W październiku tego roku anonimowy mieszkaniec tych okolic doniósł lokalnej gazecie, że napotkał dziwnego gada na brzegu rzeki Longhella pomiędzy Marostica i Vallonara. Miał on obserwować gada dwukrotnie, 4 i 5 października. Dywagował on, czy mierzące około metra zwierzę, które ujrzał, było iguaną, waranem lub nawet kajmanem. Miejscowa policja poszukiwała gada, jednak bez rezultatu. Nieco później pojawiła się relacja innej osoby, pochodząca z 28 września 2009. O 2:30 w nocy Giovanni Pianezzola miał zauważyć gada w swoim ogrodzie w Vallonara. Jak później relacjonował, miał on około metra długości i brązową barwę. Zwierzę miało przebiec przez ogród i wskoczyć do rzeki Longhella.

## Oszustwa
W kilku przypadkach osobom donoszącym o rzekomych spotkaniach ze zwierzęciem udowodniono popełnienie oszustwa. Tatzelwum był także często przedmiotem żartów, pojawiających się w kilku gazetach przy okazji Prima Aprilis. W 1939 jedna z monachijskich gazet opisała historię schwytania rzekomo nieznanego stworzenia przez robotników pracujących niedaleko miejskich kanałów. Sensacja nie trwała długo – wkrótce okazało się, że zwierzę było tzw. diabłem błotnym (Cryptobranchus alleganiensis), płazem z rodziny skrytoskrzelnych występującym w Stanach Zjednoczonych, w rzekach i strumieniach. Zwierzę to uciekło z ogrodu zoologicznego Hellabrunn dwa lata wcześniej.
Jako oszustwa zdemaskowane zostały także dwa inne, wcześniejsze doniesienia (z 1930): sfotografowania rzekomego Tatzelwurm niedaleko bawarskiego jeziora Übersee oraz zabicia dużej jaszczurki przez dwóch mężczyzn w Górnej Austrii. Podobnie zakończył się przypadek z 1944 – dwójka młodych ludzi przedstawiła austriackim ekspertom wypchany egzemplarz zwierzęcia, twierdząc, że był to legendarny Tatzelwurm. Ostatecznie okazało się, że stworzeniem tym był australijski scynk krótkoogonowy (Tiliqua rugosa, wcześniej znany jako Trachydosaurus rugosus).

### Fotografie
W 1934 Szwajcar o nazwisku Balkin opublikował na łamach Berliner Illustrierte Zeitung wykonaną przez siebie fotografię przedstawiającą rzekomo Tatzelwurm. Zgodnie z jego relacją, została ona wykonana w okolicach Meiringen. Fotograf miał zorientować się, że zrobił zdjęcie żywej istocie, a nie pniowi, dopiero gdy sfotografowany obiekt zaczął się poruszać w jego kierunku. Zdjęcie Balkina wywołało krótkotrwałą sensację, a gazeta na łamach której zostało ono opublikowane, planowała sfinansowanie wyprawy mającej zbadać rzekome istnienie zwierzęcia. Sprawa okazała się jednak mało żywotna – po kilku miesiącach Tatzelwurm przestał być atrakcyjną nowością. Wszelkie plany zarzucono. Obecnie fotografia Balkina uznawana jest za falsyfikat. Twierdził tak m.in. Bernard Heuvelmans: Może jest to istotnie zdjęcie z natury, wygląda jednak raczej na fotografię zrobioną na podstawie ilustracji, nie brak nawet rysunku na głowie i wystających zębów. Natomiast zdaniem George M. Eberharta, fotografia przedstawia ceramiczną stylizowaną figurkę ryby.
Na początku XXI wieku w Internecie pojawiło się z kolei inne zdjęcie, przedstawiające rzekomo szkielet Tatzelwurm przekazany w pierwszych latach XX wieku do Genewskiego Instytutu Nauk. Fotografia przedstawia biały szkielet wężopodobnego stworzenia, wyposażonego w dużą głowę o ostrych zębach i przednie łapy z długimi pazurami. Rzekomy szkielet Tatzelwurm spoczywa na prostokątnej desce. Choć bardzo efektowne, zdjęcie uważane jest obecnie za oszustwo, podobnie jak cała historia z nim związana. Przypuszcza się, że zostało ono sfabrykowane w celu przyciągnięcia turystów skłonnych wyjechać w Alpy aby znaleźć tajemnicze stworzenie je zamieszkujące.

## Wyjaśnienia
Pomimo tego, że Tatzelwurm nie jest uznawany przez oficjalną naukę, ogromna większość kryptozoologów twierdzi, że relacje ze spotkań z tym stworzeniem są autentyczne. Ich zdaniem jednak, z powodu braku doniesień o spotkaniach ze zwierzęciem z ostatnich kilkudziesięciu lat, jest ono już gatunkiem najprawdopodobniej wymarłym. Jednak jeszcze w latach 50. XX wieku Bernard Heuvelmans, uznawany za "ojca kryptozoologii", pisał: 

Nie ulega jednakże wątpliwości, że Tatzelwurm istnieje, choć nie ustalono, czy jest to europejski gatunek tararaki, ogromny scynk, salamandra, czy też jakieś nieznane zwierzę. Nawet w kraju znanym tak dokładnie od krańca do krańca, nie wszystkie zwierzęta zbadane zostały przez naukę. Dużo czasu upłynie, nim poznamy gruntownie cały świat. Możemy się jeszcze spodziewać wielu zoologicznych niespodzianek.

Wiarygodność relacji została podważona m.in. w 1934 przez zoologa dra Ottona Steinböcka. Wskazał, że spośród analizowanych przez niego 85 doniesień, tylko 3 są autorstwa nauczycieli, a jedno – inżyniera, czyli osób wykształconych. Reszta to opowieści prostolinijnych mieszkańców Alp. 43% relacji zostało przez niego uznanych za spotkania ze znanymi wężami, 27% uznał za nierozstrzygające z powodu braku dokładnych informacji lub niewiarygodnych szczegółów, a 7% odrzucił jako fabrykacje i oszustwa. Resztę – jak twierdził Steinböck – można z łatwością wyjaśnić jako obserwacje znanych gatunków płazów, jaszczurek lub ssaków.

### Ssak

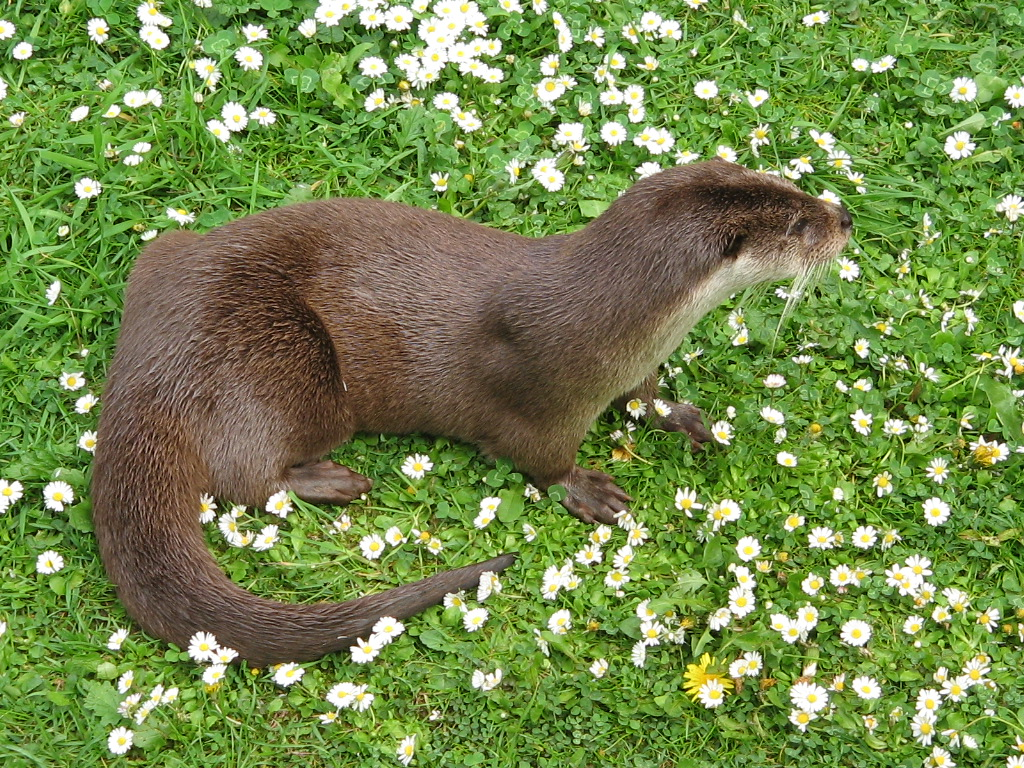
Wydra europejska (Lutra lutra)

Jedna z często pojawiających się teorii mówi o tym, że za Tatzelwurm być może wzięta została zabłąkana w górach wydra (Lutra lutra). Drapieżnik ten posiada giętkie, wydłużone ciało i porusza się często z dużą szybkością. Potrafi też poruszać się sadząc długie skoki, jak również wydawać syki podobne do tych emitowanych przez węża. Przyrodnik szwajcarski Leon Revilliod wysunął natomiast teorię, że za Tatzelwurm był brany wyleniały borsuk (Meles meles), który stracił całą swoją sierść. Rozpatrywana jest także możliwość, iż za legendarne zwierzę brana była kuna leśna (Martes marts). Powyższe teorie nie wydają się jednak zbyt wiarygodne, ponieważ trudno twierdzić, że przez tyle lat mieszkańcy Alp brali zwykłe, znane im zwierzęta za niespotykane, dziwaczne i agresywne stworzenia.
Z kolei Josef Freiherr von Doblhoff-Dier, austriacki dyplomata, który jako jeden z pierwszych pisał artykuły poświęcone tylko Tatzelwurm, twierdził, że za nieznane zwierzę zostały wzięte takie ssaki jak świstaki czy łasice.
Teolog, fizyk i geolog dr Karl Meusburger w artykule z 1931 również brał pod uwagę wymienione wyżej gatunki, jak również np. gronostaje. Twierdził również, że za część relacji ze spotkań z nagim, podłużnym zwierzęciem mogą być odpowiedzialne ssaki cierpiące na choroby skórne powodujące wypadanie sierści i nietypowy wygląd skóry (np. przypominającą pokrytą rybią łuską).

### Gad

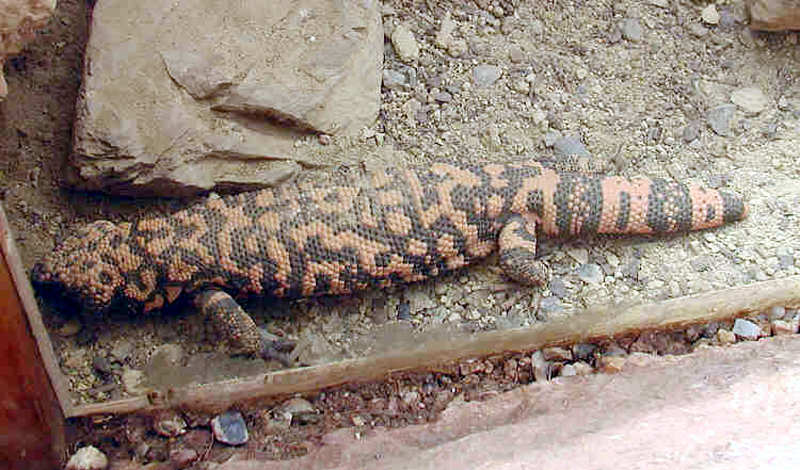
Heloderma arizońska (Heloderma suspectum)

Jako znany gatunek gada, który może posłużyć do wyjaśnienia zagadki Tatzelwurm wymieniana są najczęściej jaszczurka perłowa (Timon lepidus). Jednak wielu przeciwników istnienia tego stworzenia jako nieznanego nauce zwierzęcia wskazuje na fakt, że nie może to być jaszczurka, ponieważ w zdecydowanej większości nie są one jadowite. Wyjątkiem są tutaj jednak helodermy, rodzina jadowitych jaszczurek, w skład których wchodzą tylko dwa gatunki, występujące w obu Amerykach: heloderma arizońska (Heloderma suspectum) i heloderma meksykańska (Heloderma horridum). Być może więc Tatzelwurm to jakiś nieznany dotychczas europejski gatunek helodermy. Za tą teorią przemawia szereg cech zwierzęcia, o których donoszą rzekomi świadkowie. Gady te mają długość ok. 75 cm, pękate, krępe ciało z krótkim, grubym i tępo zakończonym ogonem, jak również ostre zęby jadowe usadowione w dolnej szczęce. Cechy te zgadzają się w takim stopniu z relacjami z rzekomych spotkań z Tatzelwurm, że przyrodnik austriacki Jakob Nicolussi zaproponował nadanie mu łacińskiej nazwy Heloderma europaeum. Jednakże Heuvelmans zwraca uwagę na to, że doniesienia o jadowitości stworzenia mogą być jedynie wytworem wyobraźni mieszkańców Alp.

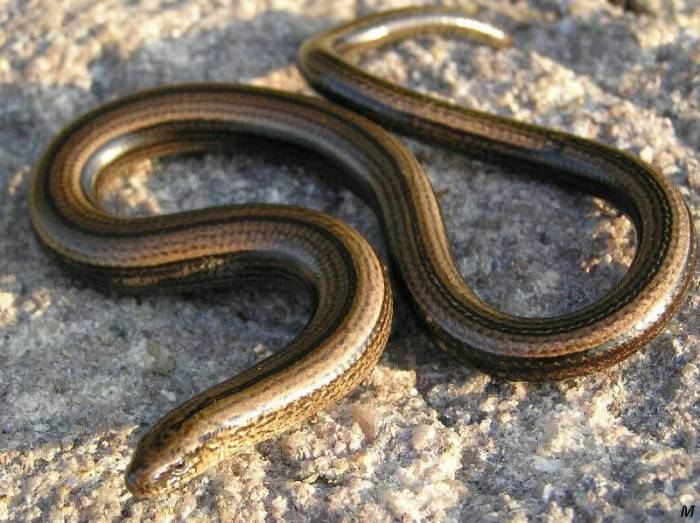
Padalec zwyczajny (Anguis fragilis)

Innym gadem, który być może jest legendarnym Tatzelwurm, o ile zwierzę to istnieje, jest jakiś gatunek nieznanego nauce padalca. Heuvelmans przytacza opinię Roberta Kircha, twierdzącego, że stworzenie to może być rodzajem wielkiego padalca. Gad ten wygląda jak wąż, jest jednakże beznogą jaszczurką. Być może dobrym "kandydatem" do wyjaśnienia tej zagadki jest żółtopuzik bałkański (Ophisaurus apodus), gatunek padalca, którego długość ciała wynosi 120 cm, co czyni to zwierzę największą europejską jaszczurką. Żółtopuzik żyje na Półwyspie Bałkańskim, w Azji Mniejszej oraz na Półwyspie Arabskim. Być może jakieś pojedyncze osobniki pojawiły się również w Alpach. Tendencja do zaniku nóg jest charakterystyczna także dla kilku innych rodzin jaszczurek.
Tylko dwie przednie nogi posiada meksykański endemiczny gad Bipes canaliculatus. Bardzo krótkie nogi mają również scynki. Jeden z nich, ostajnica trójpalczasta (Chalcides chalcides), zamieszkuje m.in. tereny Włoch. Dorasta do długości nawet 60 cm. Jak zauważa Heuvelmans, areał jego występowania można uznać za przedłużenie terytorium, gdzie podobno widywano Tatzelwurm. Być może więc południową Europę zamieszkiwał duży, nieznany nauce gatunek scynka.
Jeszcze inne proponowane wyjaśnienie zagadki Tatzelwurm proponuje kryptozoolog Loren Coleman. Jego zdaniem za nieznane zwierzę mogły zostać wzięte pospolite węże ze zniekształconymi genitaliami. Coleman wskazuje, że wielu świadków mogło pomylić ogon takiego gada z głową (stąd np. informacje o krótkim, tępo zakończonym ogonie Tatzelwurm), a wystające organy płciowe z przednimi odnóżami. Dla potwierdzenia tej teorii Coleman przytacza opis przypadku z maja 1944, kiedy pewien dyrektor szkoły podstawowej miał przysłać naukowcom padlinę zwierzęcia, prosząc o jego identyfikację. Twierdził on, że ciało mogło należeć do nieznanego nauce Tatzelwurm lub węża, który zdechł w momencie gdy wydalał nie w pełni przetrawione szczątki zwierzęce. Po przebadaniu znaleziska, okazało się, że były nim szczątki żmii zygzakowatej (Vipera berus) o zniekształconych genitaliach, przypominających z wyglądu łapy.

### Płaz

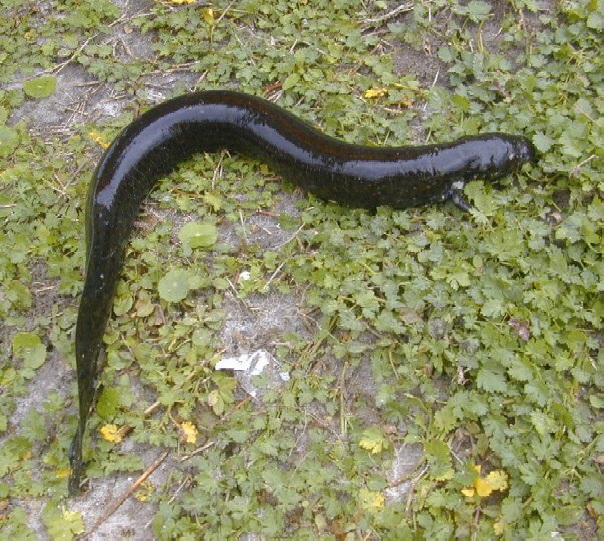
Syrena jaszczurowata (Siren lacertina)

Część opisów rzekomego zwierzęcia przywodzi na myśl płaza. Niektóre relacje wskazują na zwierzę zbliżone z wyglądu do syreny jaszczurowatej (Siren lacertina). Jest to występujący na południu Stanów Zjednoczonych duży płaz, posiadający jedynie przednią parę nóg. Największe osobniki mogą dorastać nawet do 90 cm długości. Prowadzi ona skryty tryb życia, przebywając zwykle zagrzebana w mule. Pojawia się na powierzchni po deszczu, polując na owady, robaki, małe ryby i ślimaki. Być może podobny gatunek zamieszkiwał również jeszcze niedawno Europę.
Ulrich Magin postawił hipotezę, że tatzelwurm jest nieznanym nauce europejskim gatunkiem salamandry spokrewnionej z chińską salamandrą olbrzymią (Andrias davidianus), która może dorastać nawet do 1,8 metra długości.

### Ludzka psychika
Kolejne fale doniesień o rzekomych spotkaniach z różnymi "stworami" tłumaczone są często jako ataki zbiorowej histerii (mogącej powodować m.in. chwilowe załamanie prawidłowego postrzegania rzeczywistości), omamy wzrokowe, lub przypadki pareidolii. Carl Sagan w swojej książce tłumaczącej większość relacji o spotkaniach z UFO i inne rzekomo niewyjaśnione wydarzenia procesami zachodzącymi w ludzkich głowach, pisał: 

(...) wielokrotnie wykazano, że u 10 do 25 procent prawidłowo funkcjonujących osób co najmniej raz w okresie ich życia występowały rzeczywiste omamy (halucynacje) – słyszą głos, którego nie ma, lub widzą nieistniejące przedmioty. Rzadziej występują takie omamy, jak odczuwanie dziwnych zapachów, słyszenie muzyki lub otrzymywanie informacji w sposób niezależny od zmysłów.

Inne możliwe wytłumaczenie rzekomych obserwacji Tatzelwurm, odnoszące się do ludzkiej psychiki, posługuje się pojęciem pareidolii. Zasadza się ona na naturalnym dążeniu człowieka do odnajdywania znajomych sygnałów w bodźcach całkowicie losowych. Na tej podstawie można zakładać, że osoby, które przybywały w Alpy, pragnąc ujrzeć nieznane, groźne zwierzę, w taki sposób interpretowały widok całkowicie naturalnego przedmiotu (np. gałęzi drzewa) lub zjawiska.
Profesor zoologii Karl Wilhelm von Dalla Torre w swojej książce z 1887 twierdzi natomiast, że Tatzelwurm musi być czymś w rodzaju mitycznego konstruktu powstałego w wyniku połączenia cech kilku znanych zwierząt (podobnie jak w przypadku legendarnych smoków, łączących cechy np. jaszczurek i nietoperzy).
Wspomniany już Doblhoff-Dier wskazuje, że jego zdaniem większość relacji ze spotkań ze zwierzęciem pochodzi od ludzi, którzy widzieli przedstawicieli znanych nauce gatunków zwierząt, ale głód i wyczerpanie towarzyszące górskim wędrowcom wpłynęło na zniekształcenie odbioru zwykłych bodźców wzrokowych i dźwiękowych. Przez to wydawało się im, że zaobserwowali jakieś dziwaczne stworzenie. Inne wyjaśnienie proponowane przez Doblhoffa, odwołujące się do ludzkiej psychiki, wskazuje na sytuację, gdy dana osoba wpada w panikę widząc zwykłego węża. Później przychodzi wstyd i obawa przed reakcją towarzyszy, jeśli ci dowiedzą się o całej historii. W wyniku tego powstaje zmyślona relacja o spotkaniu z rzekomym groźnym zwierzęciem.